# Insectarium de Montréal
Insectarium de Montréal (ang. Montréal Insectarium) – entomologiczne muzeum przyrodnicze położone w Rosemont–La Petite-Patrie w Montrealu, w Kanadzie. Jest największym muzeum entomologicznym w Ameryce Północnej. Obok zbioru spreparowanych okazów, posiada około 250 000 żywych i naturalizowanych stawonogów.

## Historia
Pomysłodawcą i głównym twórcą muzeum jest sławny kanadyjski entomolog Georges Brossard. W 1985 roku zaprosił on na spotkanie Pierre'a Bourque’a, ówczesnego dyrektora Montréal Botanical Garden, by pokazać mu swoją imponującą kolekcję. Zaowocowało to współpracą między nimi i po wielu wysiłkach 7 lutego 1990 udało się utworzyć Insectarium. W skład jego zbiorów weszła m.in.: kolekcja ok. 100 000 okazów przekazana przez Firmin Laliberté. W latach 1993–2005 odbywało się tu raz w roku Insect Tastings dla osób zainteresowanych entomofagią. W latach 2000' liczba odwiedzających wynosiła już około 400 tys. rocznie.

## Kolekcja
W skład kolekcji muzealnej wchodzi zbiór naukowy złożony z ok. 150 000 okazów oraz zbiór wystawienniczy złożony z 20 000 okazów. Większość stanowią owady, 2,5% pajęczaki, a 0,5% wije. Ponadto Insectarium posiada żywe okazy należące do ok. 3 tys. gatunków stawonogów (70% to owady, a 30% pajęczaki), uzyskane w hodowli.

## Współpraca
Muzeum prowadzi współpracę międzynarodową z m.in.: Muzeum Historii Naturalnej w Paryżu, La Grande Galerie de l'Évolution, Le Vivarium de Paris, Smithsonian Institution oraz Sonoran Arthropod Studies Institute, a także krajową z m.in.: Université du Québec, University of Ottawa, Niagara Park Butterfly Conservatory, The Provicial Museum of Alberta, The Metropolitan Toronto Zoo, Vancouver Butterfly World & Garden, Vancouver Aquarium and Insect Zoo oraz La Maison des Insectes.